# اوتوسينكلوس فليكسيليس
اوتوسينكلوس فليكسيليس (الأسم العلمي: Otocinclus flexilis)،  المعروف في تجارة أحواض السمك باسم peppered otocinclus، هو نوع من سمك السلور في عائلة الأسماك المصفحة. موطنها الأصلي هو أمريكا الجنوبية، حيث يُعرف من حوض تصريف بحيرة لاغوا دوس باتوس في البرازيل. يصل الطول الإجمالي للأنواع إلى 6.8 سم (2.7 بوصة).